# 諫早湾干拓堤防道路
諫早湾干拓堤防道路ふるさと農道（いさはやわんかんたくていぼうどうろ ふるさとのうどう）は、長崎県諫早市高来町と雲仙市吾妻町に至る広域農道である。

## 概要
諫早湾干拓事業で構築した潮受堤防上に道路を建設したもので、佐賀県鹿島市・太良町方面と国道207号を通り島原半島の雲仙温泉・島原市方面との間を諫早市中心部を通らずに行き来することができる。
全線に渡ってほぼ直線の道路である。
道路開通を記念して、諫早市と雲仙市の市民有志が二手に分かれ大綱を引き合う「日本一!!海上大綱引き大会」が開催される。

### 路線データ
- 起点：長崎県諫早市高来町溝口（国道207号交点）
- 終点：長崎県雲仙市吾妻町平江名（国道251号交点）
- 距離：8,515 メートル（うち、堤防部分7,050 メートル）
- 道路幅員：7.75 メートル
- 歩道幅員：2.00 メートル
- 道路区分：第3種第2級

## 歴史
- 2007年（平成19年）12月22日 - 午後5時に開通。

## 地理

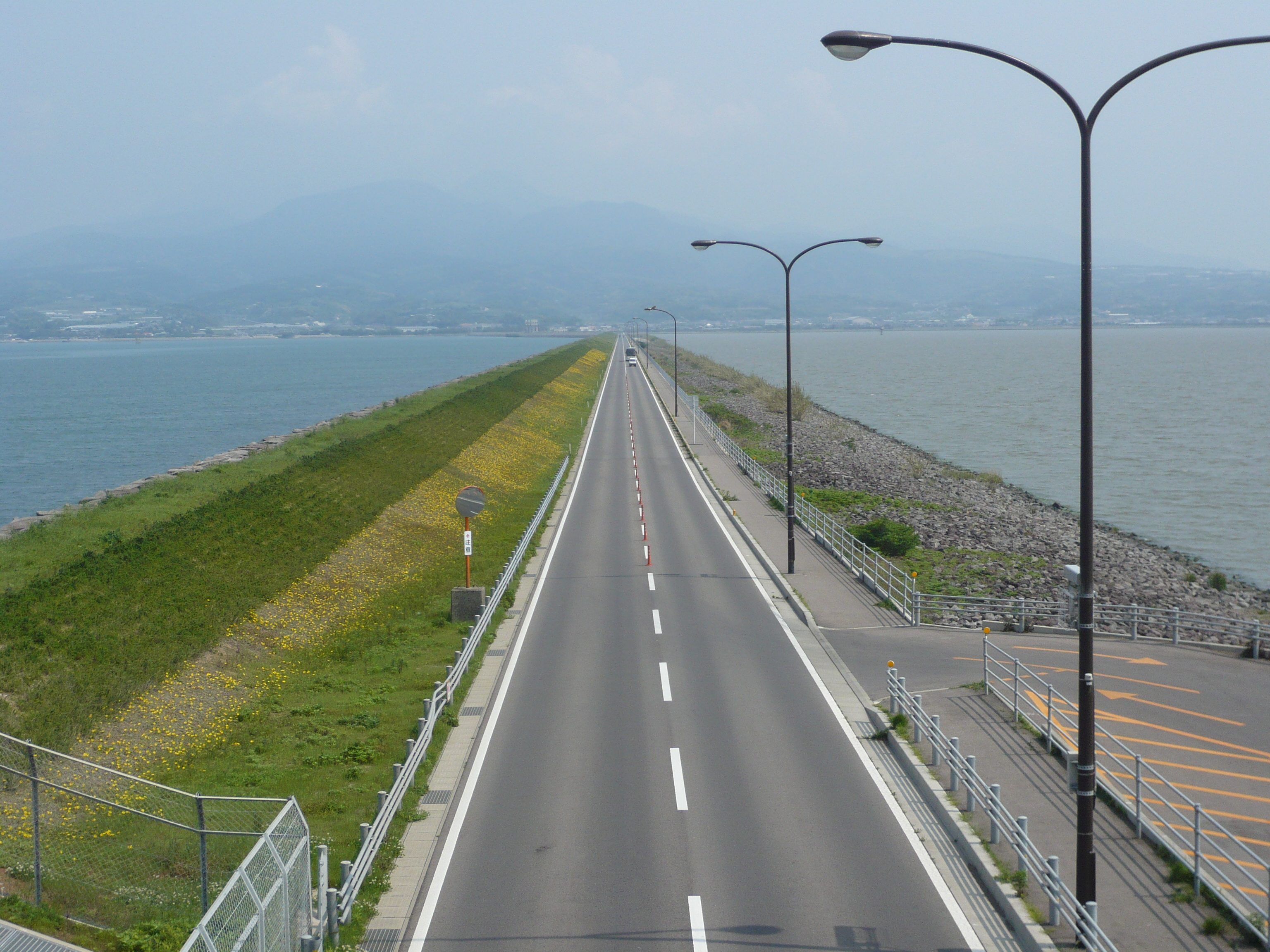
諫早湾干拓堤防道路

### 通過する自治体
- 諫早市
- 雲仙市

### 交差する道路
| 交差する道路 | 市町村名 | 交差する場所 | 交差する場所 |
| ------------ | -------- | ------------ | ------------ |
| 国道207号    | 諫早市   | 高来町溝口   | 起点         |
| 国道251号    | 雲仙市   | 吾妻町平江名 | 終点         |

### 沿線
堤防を通るため周辺は、諫早湾と諫早湾干拓調整池しかない。